# Tighza
Tighza est une ville de la province de Khénifra, dans la région de Béni Mellal-Khénifra, au Maroc.
Le village, sorte de cité dortoir construite du temps du protectorat par la société qui exploitait les gisements de "Aouam" pour loger ses cadres, est devenu le chef-lieu de la commune rurale d'El Hammam. Il est situé à 6 km à l'ouest de Mrirt.

## Toponymie
Le mot berbère : تغزة est le pluriel du mot « taghzout » qui signifie en berbère du Moyen Atlas : parcelle de terrain de culture irriguée par une seguia (Targa) qui prend naissance soit à partir d’une source soit à partir d’une rivière.

## Activités économiques
La majorité des habitants de Tighza sont des mineurs, d'anciens mineurs ou des fils et veuves de mineurs.
En effet le sous-sol de Tighza recèle de richesses minérales exploitées par la Compagnie Minière de Touissit (CMT). Aouam, Ighram Aoussar, Sidi Ahmed sont les principaux gisements miniers de la région. 500 personnes y travaillent. On y extrait le plomb, le zinc, le cuivre, l'argent et récemment l'or.
L'agriculture, l'élevage et le commerce occupent le reste des habitants de Tighza.

### Sources
- (en) Tighza sur le site de Falling Rain Genomics, Inc.